# Behringer Schenke

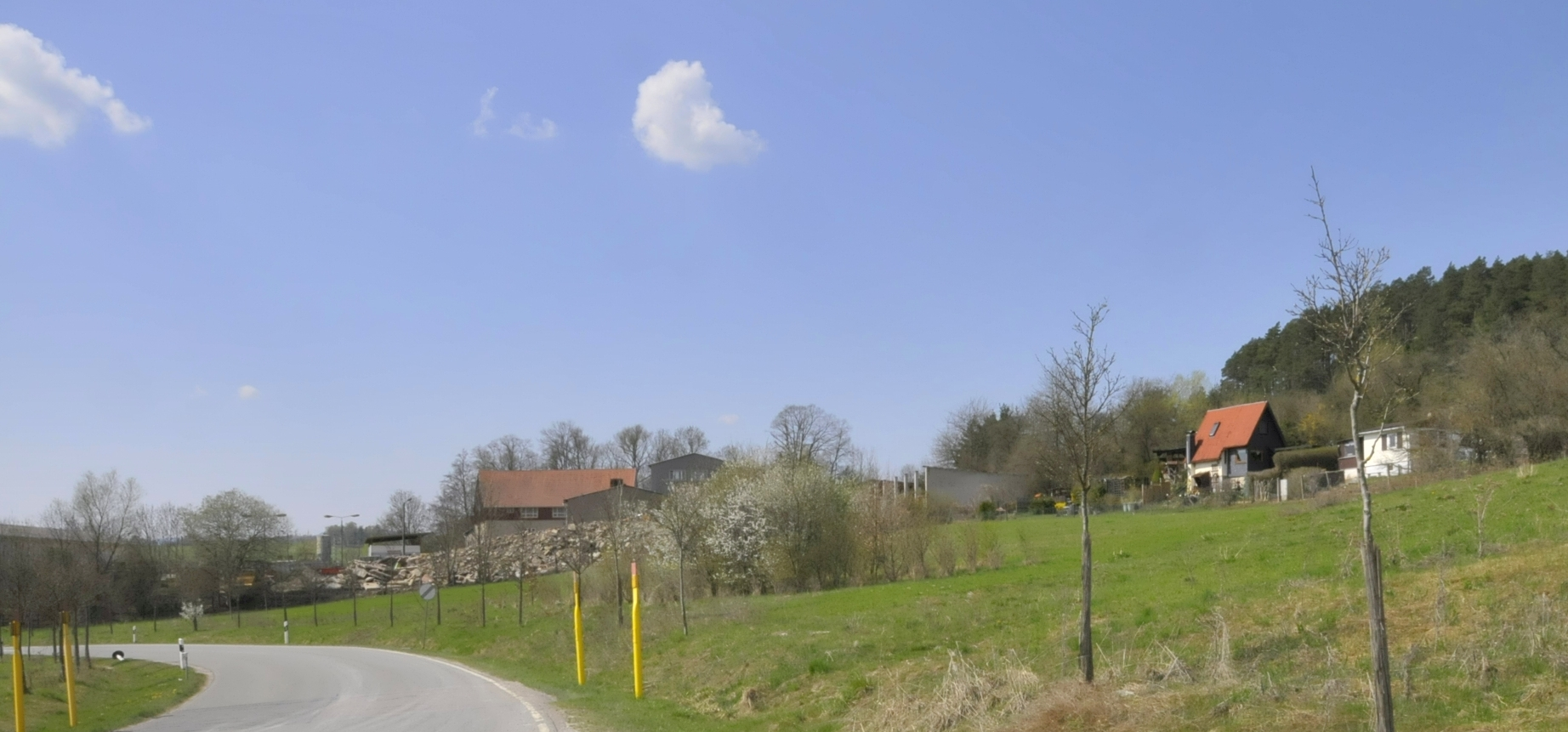
Behringer Schenke aus Osten

Das Einzelgehöft Behringer Schenke gehört zum Ortsteil Behringen der Stadt Stadtilm im Ilm-Kreis in Thüringen.

## Geografie
Etwa einen Kilometer westlich des Ortes Behringen liegt das zum Ortsteil gehörende Gehöft Behringer Schenke. Der Bau der Bundesautobahn 71 hat die Gemeinde und das Anwesen getrennt. Die Kreisstraße 2 von Stadtilm nach Schmerfeld, die über eine Brücke die Autobahn kreuzt, verbindet die beiden Ortsteile. Südlich des Gehöfts kreuzt die K 2 die L 1047 von Gräfinau-Angstedt nach Arnstadt. Diese Straße erfüllt heute noch ihre ursprüngliche Aufgabe, die Verbindung des Arnstädter Raums mit dem Thüringer Wald. Ort und Ansiedlung liegen nach wie vor in der kupierten Vorgebirgslandschaft des Thüringer Waldes unter wechselnden Bodenbedingungen.

## Geschichte
In der vorliegenden Literatur konnte kein zuordenbarer Nachweis zur urkundlichen Ersterwähnung gefunden werden. Die Gaststätte war bis zum Jahre 1954 in Betrieb. Sodann bezog eine Maschinen-Ausleih-Station das Gehöft. Ab 1964 war hier der Sitz einer Meliorationsgenossenschaft. Das Tief- und Straßenbauunternehmen besteht sein 1991, das Gebäude mit der Gaststätte wurde kurz danach abgerissen.

## Alte Bilder der Behringer Schenke

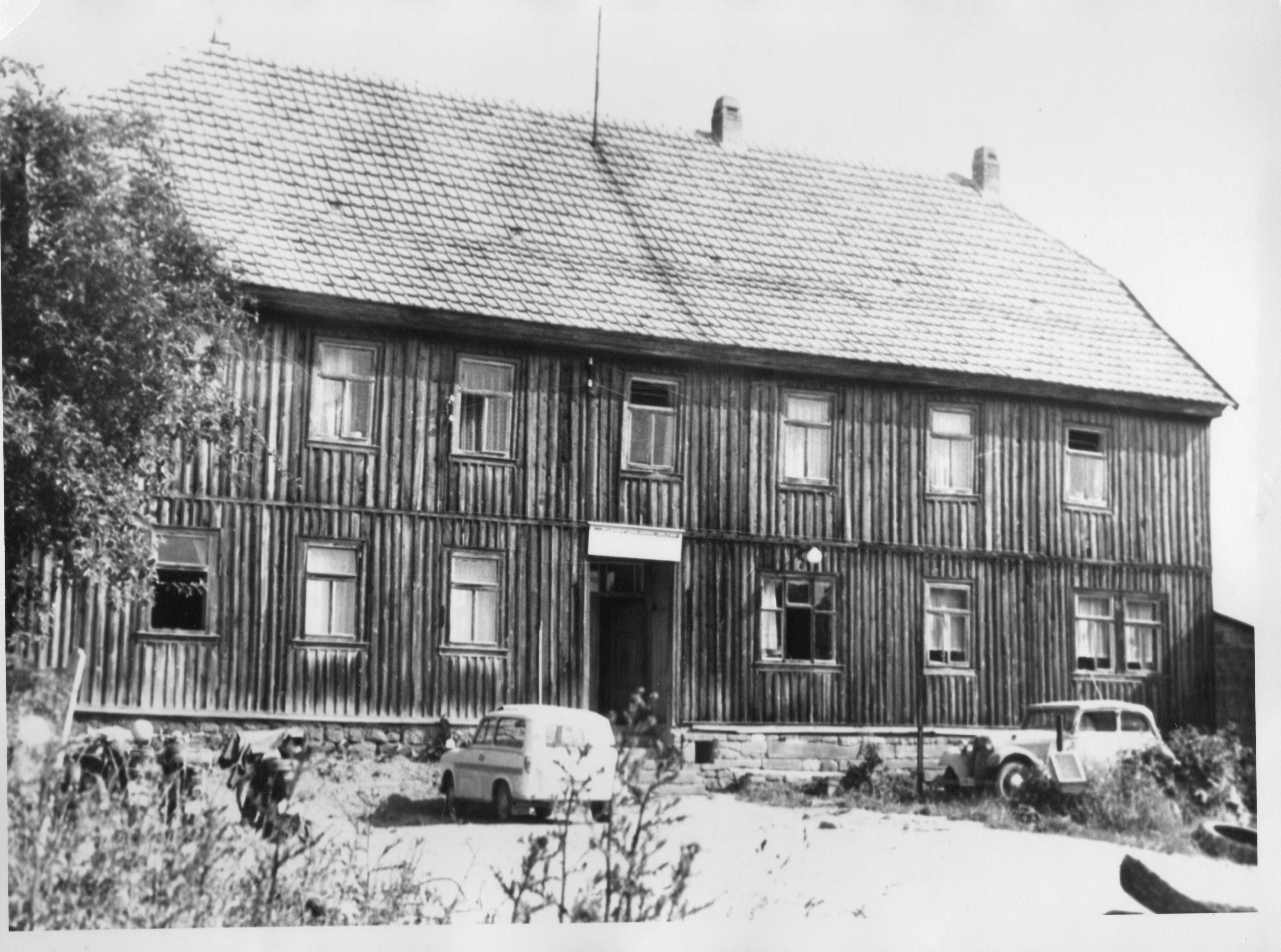
In den 1960er oder 1970er Jahren
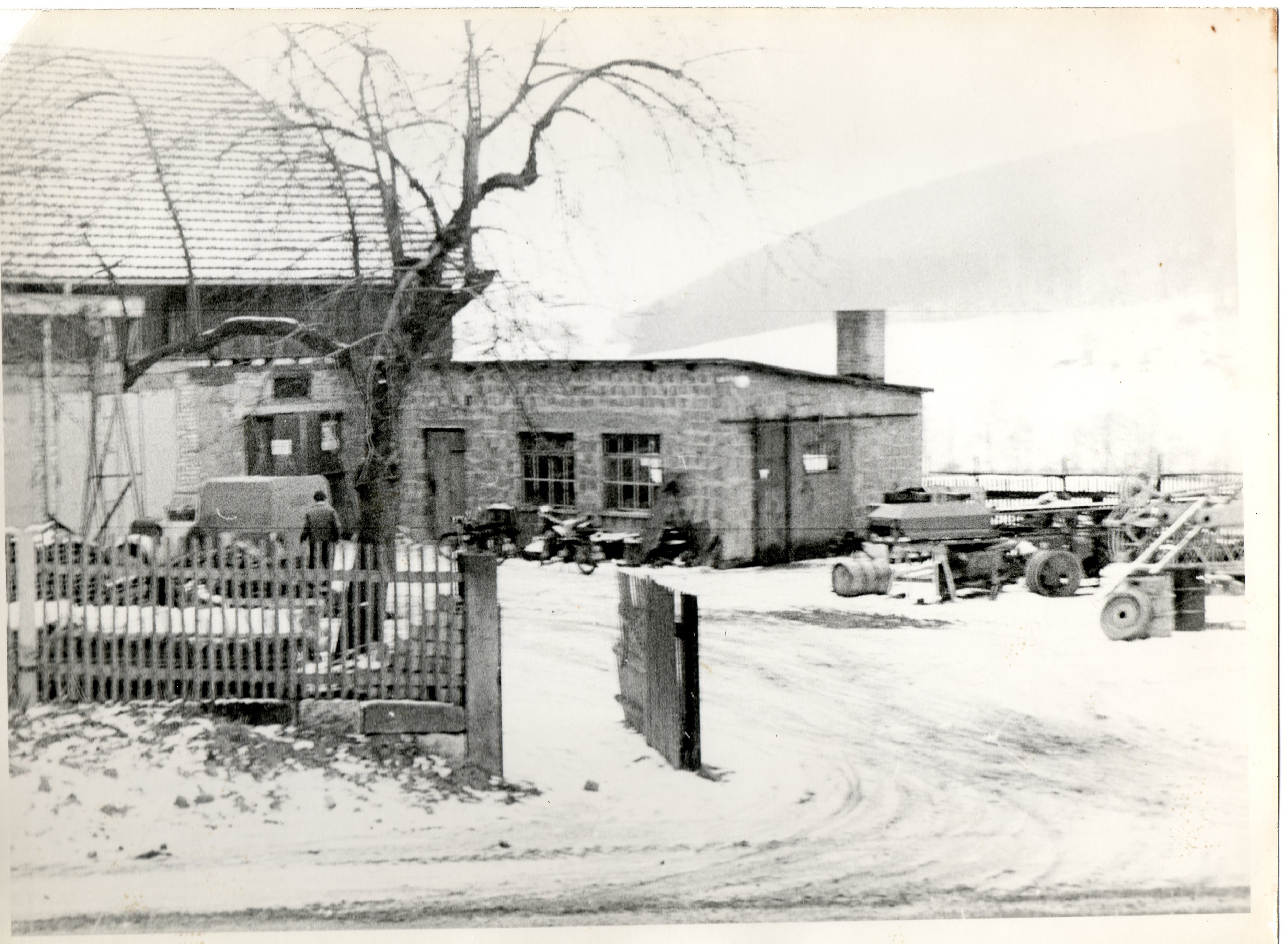
1960
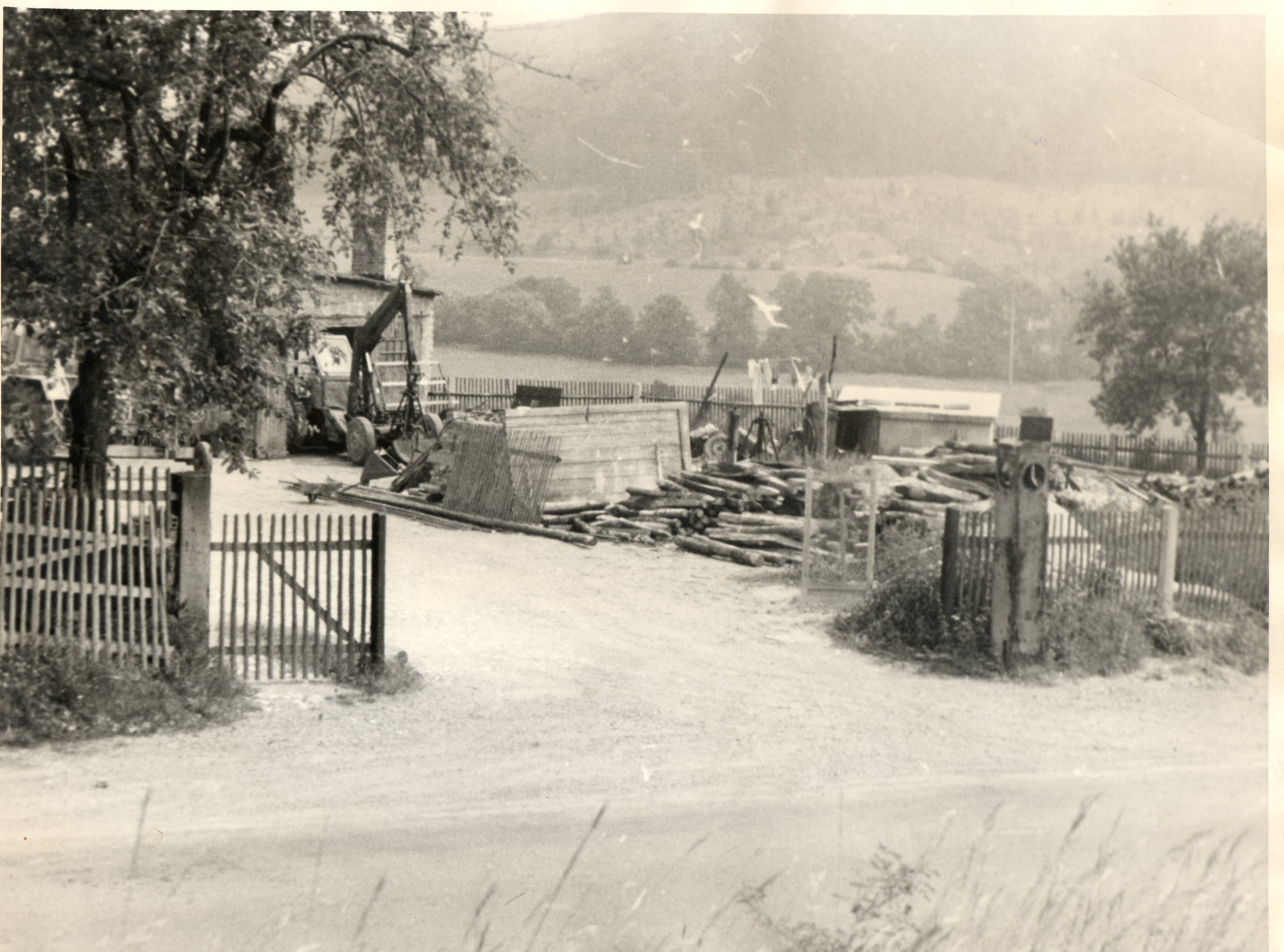
1966
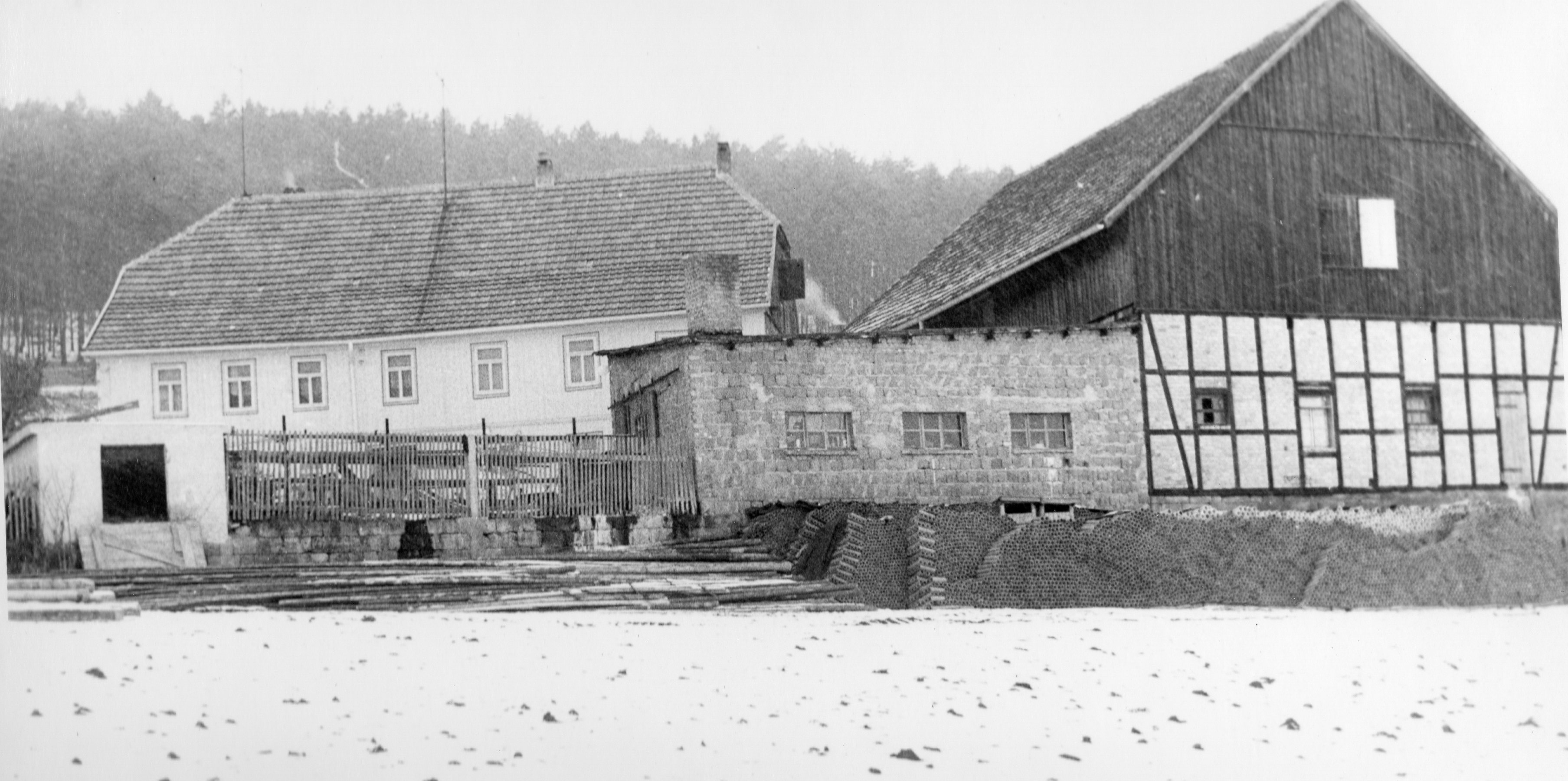
1973
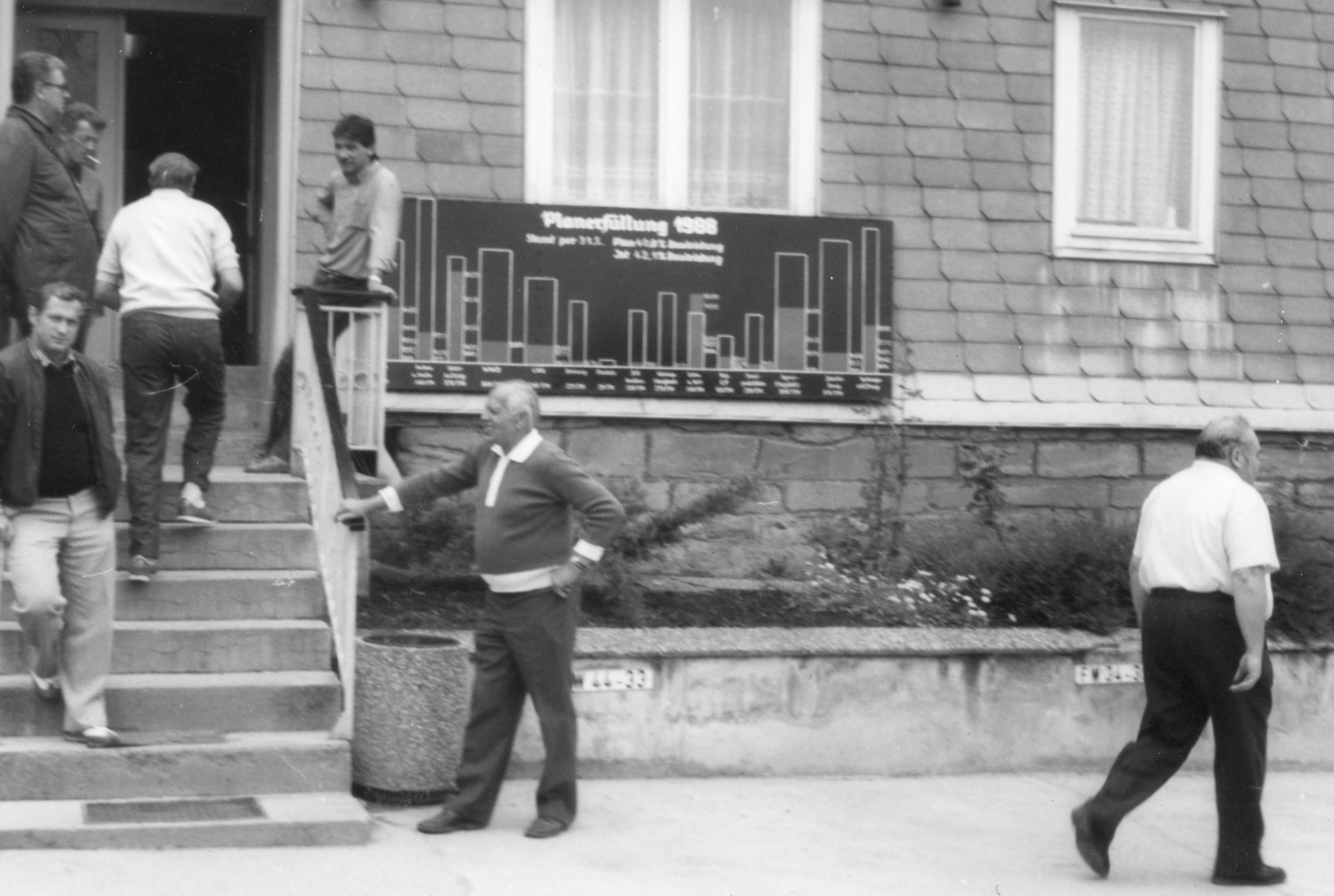
1988
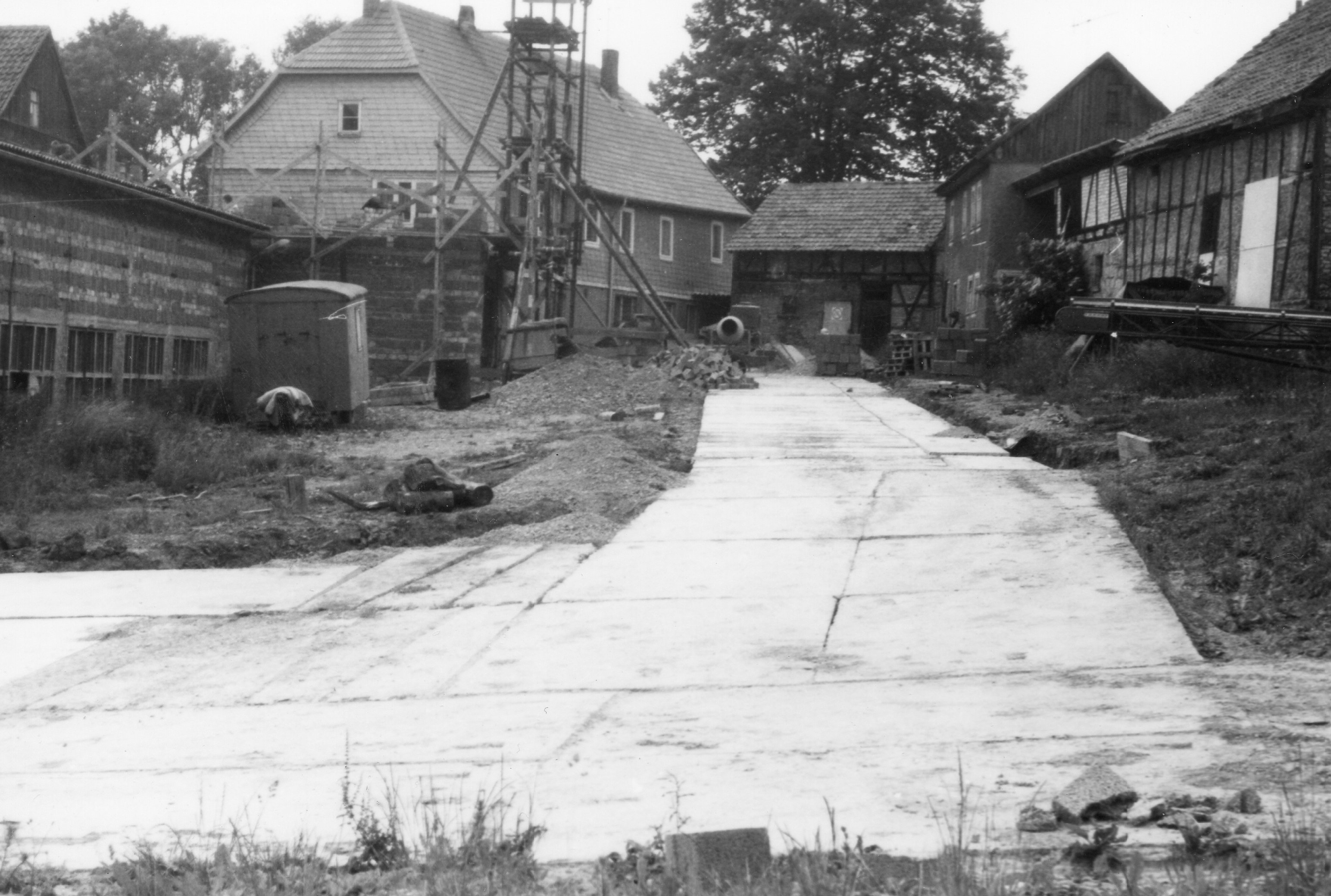
1988